# 帕里斯鎮區 (伊利諾伊州埃德加縣)
帕里斯鎮區（英語：Paris Township）是位於美國伊利諾伊州埃德加縣的一個行政鎮區。

## 地方資料
根據2010年美國人口普查的數據，帕里斯鎮區的面積為117.60平方千米，當中陸地面積為116.50平方千米，而水域面積為1.10平方千米。當地共有人口9366人，而人口密度為每平方千米79.64人。